# Трг краља Милана (Ниш)
Трг краља Милана (раније Трг ослобођења) заузима простор у најстрожем центру Ниша. Настао је преношењем урбаног тежишта Ниша, из Нишке тврђаве на леву обалу Нишаве и других крупних развојних промена, укључујући и оне које су, уследили након Аустро-турског рата 1689-90. године, а нарочито као последица изградње Хисара и Тврђаве у првим деценијама 18. века. Међу Нишлијама овај трг је популарно познат као Коњ, те није неуобичајено да се за одредницу близу овог трга каже код Коња.
Кроз низ трансформација од првенствено отвореног простора намењеног за трговање, окруженог стамбеним махалама неправилног облика, до оивичавања његових граница низовима дућана и угоститељских објеката и изградње значајних зграда јавне намене што се све дешавало у периоду турске владавине, тек после ослобођења од Османлија 1878. године на овом тргу се појављују обриси класичне поставке градског трга, које су деценијама, све до данашњих дана стремиле ка западноевропској архитектури и урбанизму.
Последње значајне измене на тргу десиле су се деведесетих година 20. века, и оне се углавном односе на уређење у партеру, поновно редефинисање саобраћајних комуникација и изградњу подземног пешачког пролаза. У овом периоду укинута је у потпуности и последња преостала саобраћајна комуникација у правцу север-југ. Пешачка комуникација преко Вождове улице због појачане фреквенције саобраћаја добила је алтернативну могућност коришћења подземног пролаза, са примарном функцијом трговања. Као нови архитектонски елемент у поставци трга појављују се улази у новоизграђени подземни пролаз и фонтана иоспред хотела Амбасадор.

## Положај
Трг краља Милана се налази у једном од најстаријих делова Ниша, у Градској општини Медијана. Трг са јужне стране пресеца, један од главних и најстаријих комуникација, улица Вожда Карађорђа, а са сењверене стране река Нишава, која га одваја од древне Нишке тврђаве.
Трг је једна од најпосећенијих локација у граду, са лепо уређеним платоима за пешаке, зеленим парковским површинама, централно место заузима споменик ослободиоцима Ниша. На њему се налазе разноврсни садржаји: парковски мобилијари, фонтана зграда Градоначелника, хотела Амбасадор, мноштво кафића, стамбених објеката, робних кућа и локала по ободу парка.
Трг је удаљен је 500 м северозападно од главне аутобуске станица и 3 км источно од аеродрома Константин Велики и главне железничке станице. Комуникацијски је добро повезан са свим деловима града Ниша, градским превозом, и стајалиштем таксија.
Географски положај
- Северна гографска ширина: 43° 29′ 15"
- Источна географска дужина: 21° 53′ 55"
- Надморска висина: 192 m

## Историја
Историјске претпоставке Трга краља Милана дате су раскрсницом путева који су се из овог простора рачвали према Подунављу, Цариграду, Солуну и Скадру, а које се овде формирало у постаничком, или можда већ у античком периоду.
Најранији писани податак о простору на којем се данас простире Трг краља Милана пружа запис Алберта Ахенског о крсташима Петра Пустињака и њиховом проласку кроз Ниш јула 1096. године за вријеме Сељачког крсташког рата.

### Османски период
Раскршће па левој обали Нишаве као неизграђен простор, после пада феудалне Србије прихватили су и Турци. Темеље свог оријенталног Ниша у 15. веку Турци су поставили онде где се налазио и српски средњовековни Ниш, то јест на десној обали Нишаве у простору данашње Тврђаве. Први објекти који се крајем 15. века помињу на супротној, левој обали Нишаве су: воденица (ниже моста) и хамам Мехмед-бега (на месту данашње књижаре „Светлост“. Први дућани заметак чаршије и први стамбени објекти који се помињу на левој обали Нишаве су из 16. века. Из 16. века је и каравансарај на левој страни Нишаве, изграђен приближно на месту данашњег паркинг простора и предњег дела нишавског парка. Аустријски изасланик Ханс Дерншвам га је у свом пропутовању кроз Ниш 1553. године видео управо у време његовог довршења и описао га. Грађевина је четворострана с приземљем и спратом, с капијом на чеоној страни и с пространим двориштем у средини зграде. Овај каравансарај путописци и извори помињу негде до 18. века, кад се помен о њему гаси (пошто је објект порушен), а простор на којем се налазио добио је најпре назив Ат-пазар (коњска пијаца), а потом Бит-пазар (пијаца за продају старежи).
Крајем 16. или у 17. веку изграћена је прва џамија на левој обали Нишаве: Хизир-бегова џамија. Ову богомољу Хизир-бег је поставио у само раскршће путева (на месту данашњег Споменика ослободиоцима Ниша). Истовремено уз раскршће и из правца нишавског моста (чији су дрвени темељи 1611. године замењени каменим) формирала се постепено чаршија и махала, која се најпре звала Хизир-бегова (по џамији), а касније Таш-ћуприја мала (по каменом мосту). Овакво стање Ниша затекао је и Евлија Челебија приликом свог пропутовања кроз Ниш 1660. године.
Преношење урбаног тежишта Ниша на леву обалу Нишаве и друге крупне развојне промене, укључујућн и оме у простору данашњег Трга краља Милана, уследили су након Аустро-турског рата 1689-90. године, а нарочито као последица изградње Хисара и Тврђаве у првим деценијама 18. века.
Већ током поновног турског заузимања Ниша 1690. године страдали су, поред осталог, мост па Нишави, каравансарај и Хизир-бегова џамија. Не задуго након рата, почетком 18. века Порта је донела одлуку о утврђивању Ниша. У првим деценијама 18. века реализован је пројекат о изградњи Хисара (по угледу на Београд), а потом, средином прве половине 18. века, Хисар је преправљен и дограђен у јаку Тврђаву (ону која у битним елементима и данас стоји на десној обали Нишаве). Замашни радови, велики број радника, унапређење управног статуса Ниша, пораст војних ефектива, појава и долазак вићених Турака и других придошлица, све то допринело је порасту становништва и динамизацији изградње у Нишу. Изградњом Хисара и Тврђаве подстакнут је процес ширења и пресељење Ниша преко Нишаве, али не само улогом Тврђаве, већ много више тиме што су војне власти браниле и спречавале насељавање и ширење Ниша према Градском пољу. При томе крупније промене захватиле су и простор на којем се налази Трг краља Милана. С друге стране моста урађен је и ограђен јарком и плотом мостобран (Џебехана табија), који је средином пресецала чаршија. Такође је, око 1722. године, обновљена, али у новом знатно бољем издању, Хизир-бегова џамија у средишту чаршије. Џамију је обновио Топал Осман-паша, мухафиз Ниша и она је отада названа по њему, а пред ослобођење Ниша 1878. године била је позната само као Паша-џамија. Истовремено с обновом џамије, Осман-паша је у њеној околини, према Нишави, Покривеној чаршији и у бочним сокацима саградио 98 дућана. У сектору данашње Балканске и Руђера Бошковића улице у ондашњој Прокупачкој махали помогао је изградњу јеврејског дома (Јехудихану), који је имао 31 собу у приземљу и на спрат и једну већу заједничку просторију. Око овог дома сконцентрисала се у 18. и 19. веку Јеврејска (или Чивут) махала. Део Прокупачке махале ближе Нишави звао се Табахана (према овде лоцираним направама за прераду коже). Од ранијег назива Хизирбегова махала, простор Трга ослобоћења добио је назив: ташћуприја мала. На месту некадашњег каравансераја изникли су нови дућани, а простор у дубини иза бившег каравансараја (ледина), постао је атпазар, па битпазар, а пред ослобоћење од Турака, повремено и вашариште. Почетком 18. века на траси пољског пута према Горици, Светониколском брегу и Габровцу, из правца Пашине џамије, почела је да се шири (у ствари, наставила је да се продужава из правца Тврђаве и нишавског моста) Покривена чаршија (данашња главна трговачка улица Ниша). Дуж пољског пута према Чаиру и хришћанском (рајинском) делу вароши, из правца Пашине џамије, почео је да се изграђује Муфтијски сокак (данашња Улица Наде Томић). Ров и плот око мостобрана уништени су и засути у другој половини 18. века, а на њихов рачун чаршија се обогатила новим дућанима и гостионицама. Хамам и Воденица остали су на својим позицијама све до ослобођења Ниша.

### Трг након ослобођења Ниша 1878.
Ослобођење 1878. године затекло је Таш-ћуприју малу као густо зазидан и тескобан оријентални простор. М. Ђ. Милићевић га је описао као збијену чаршију с ниским дућанима и Магазама, „а у средини тог најживљег пазара“ (тј. око Паша џамије) чаршија је била толико уска да се „двоја кола нису могла мимоићи, него ако се сретну, морају се или враћати натраг, или расточити, докле се прогурају једно мимо друга. Засељена је била и сама Таш-ћуприја. На њеној дрвеној платформи и на носећим стубовима налазио се по један ред малих турских дућана за продају слаткиша и ситница. На првом стубу моста на левој Нишавиној страни Турчин Али-бег саградио је био кафану под називом „Бејкос“. После ослобоћења „Бејкос“ је закупио Сотир Чохаџић, а од овог га је нешто касније откупио Раденко Драгојевић. „Бејкос“ је био најбучнија и „најразвратнија“ гостионица Ниша, која је с музиком радила до јутра. Поред моста па левој обали радила је воденица, коју извори на овом месту помињу још у 16. веку. Горе споменути мост очишћен је од турских дућанчића и ојачан већ 1878. године, а порушен око 1895. године, кад је замењен новим гвозденим. Воденица до њега страдала је у поплави 1893. годнне после чега није више обнављана.
Одлучна и смела реконструкција простора Таш-ћуприје махале почела је с пролећа 1879. године тако што је Паша џамија срушена, гробови око ње уклоњени, а власницима дућана наређено да се изместе на нову регулациону линију. Исте, 1879. године (15. августа) Јеврејску малу је захватио пожар у којем су страдали синагога, јеврејски дом, рабинерова кућа и друге зграде и дућани на западној страни Таш-ћуприје махале. Овај догађај убрзао је реконструкцију западне стране новопројектованог трга. Већ 1882. године Живан Живановић описујући Ниш, забележио је: „С моста на Нишави гледајући… напред је чистина и лепа просторија, пијаца једна, лево су оба двора, стари и нови. Десно је једна воденица, која још није помакнута. А даље се пружа ред све пових кућа и главна улица десно, а муфтијски сокак лево … Свуда у тим улицама дигнуте су или се дижу нове куће, какве смо навикли да видимо у варошима у Шумадији“.
У кратком времену од 1879 до 1882. године главне контуре новог трга (осим на источној страни) који је ускоро добио назив Трг краља Милана биле су постављене. На источној страни у конвексном луку и даље се задржао низ дућана и кафана; уклањање ових објеката и темељна реконструкција Трга с те стране уследила је тек после Другог светског рата. Одређене промене пратиле су и унутрашње уређење Трга: већ крајем 19. века био је застрт турском калдрмом, а у погледу намене, осим саобраћајне и манифестационе, добио је и тржишну: пијацу за живину и зеленило. Поправљена је и Хафис-пашина чесма (заостали објект из турског периода); иста је 1903. године замењена новом, урађена од стране вишег инжењера Јосифа Ринера и каменоресца Вићенце Калитерне; уз чесму је направљен и сквер. Године 1913. на обали Нишаве, лево од моста, урађен је још један сквер у оквиру којег је постављено спомен обележје владици Мелентију, обешеном на овом месту 1821. године (обележје је касније било премештено у Тврђави, а 1990. је враћено).
Следећа значајнија промена па Тргу је из 1936/37. године када су трг и чесма из простора раскрснице уклоњени (чесма је пренета у Чаир) а на њихово место, у знак сећања, постављен Споменик ослободиоцима Ниша с одговарајућим сквером.

### Након Другог светског рата
После Другог светског рата уследили су делимична реконструкција Трга и његово ново архитектонско уобличавање. Осим тога, његов стари назив (Трг краља Милана) замењен је новим Тргом Ослобођења. У 1959-60. години уклоњен је остатак старог низа ниских занатских радњи и неколико кафана („Њујорк“, „Синђелић“, „Трговачка касина“), а нешто касније и Гранд хотел (ранији Оријент) на источној страни Трга уступивши место данашњем хотелу Амбасадор и згради ресторана Централ. Измене су уследиле и на северној страни: у склопу реконструкције Кеја Живота Ђошића уклоњени су сквер и споменик (1959), а већ пре тога уклоњена је ограда око градског парка и уређено место за паркирање аутомобила. Године 1961, на место ранијег гвозденог, постављен је нов Тврђавски мост према пројекту Јована Ценића. На јужној страни Трга 1947. године уклоњени су предратни дућани и зграде, а на њихово место изграђени су (с прекидима и накнадном реконструкцијом) робна кућа Београд и грађевине Горча и Шестица, с којима су основне послератне архитектонске контуре Трга Ослобођења биле заокружене. Западна страна Трга сачувала је евоју традиционалну физиономију издржавши у више наврата озбиљне рушилачке изазове и апетите исхитрене (помодне) урбанистике.
Трг краља Милана био је у послератном периоду више пута предмет урбанистичког и архитектонског решавања у нишком Заводу али стварне интервенције на Тргу пројектоване су и извођене парцијално све до 2020-тих.

## Трг на почетку 2020-тих
Трг краља Милана коначно је архитектонски решен  у нишкој Дирекцији за урбанизам, а радови су изведени почев од 2019. до 2021. године, када је трг као целина 2021.година добио данашњу физиономију.

## Галерија
- Трг до 2020. године

- Трг након обнове 2021. године